# ميليان زيكوفتش
ميليان زيكوفتش (مواليد 15 نوفمبر 1925) هو لاعب كرة قدم. يلعب مع منتخب يوغوسلافيا لكرة القدم. سبق له أن لعب في كأس العالم لكرة القدم مع منتخب بلاده.

## روابط خارجية
- ميليان زيكوفتش على موقع ناشيونال فوتبول تيمز (الإنجليزية)